# Krešo Ljubičić
Krešo Ljubičić (nacido el 26 de septiembre de 1988 en Hanau, en la región de Hesse, Alemania) es un futbolista croata que juega como mediocampista en el HNK Hajduk Split en Croacia.

## Selección nacional
Ha sido internacional con la Selección de fútbol de Croacia Sub-21.

## Clubes
| Club                | País     | Año       |
| ------------------- | -------- | --------- |
| Eintracht Fráncfort | Alemania | 2007-2009 |
| HNK Hajduk Split    | Croacia  | 2009-     |